# (5383) Leavitt
(5383) Leavitt – planetoida z pasa głównego asteroid okrążająca Słońce w ciągu 4 lat i 304 dni w średniej odległości 2,86 j.a. Została odkryta 29 września 1973 roku w Obserwatorium Palomar przez Cornelisa van Houtena i Toma Gehrelsa. Nazwa planetoidy pochodzi od amerykańskiej astronom Henrietty Swan Leavitt. Przed nadaniem nazwy planetoida nosiła oznaczenie tymczasowe (5383) 4293 T-2.